# Noatak (Alaska)
Pour les articles homonymes, voir Noatak.
Noatak est une localité d'Alaska aux États-Unis située dans le borough de Northwest Arctic ; sa population était de 514 habitants en 2010.

## Géographie
Noatak est située sur la rive ouest de la rivière Noatak, à 82 km au nord de Kotzebue, à 113 km au nord du Cercle Arctique, à l'ouest de la limite de la réserve nationale Noatak.
Les températures moyennes vont de −29 °C à −9 °C en janvier et de 4 °C à 16 °C en juillet.

## Histoire

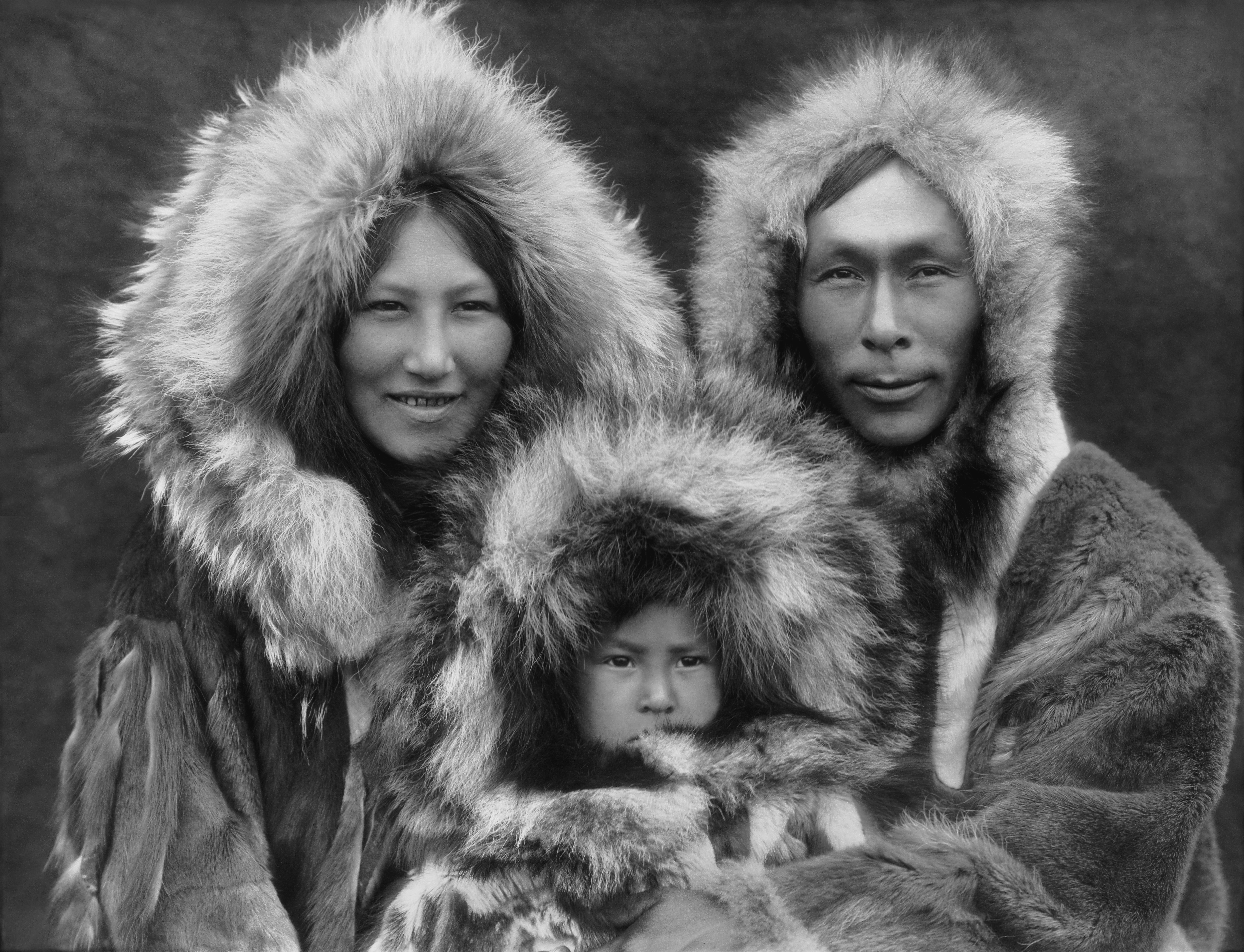
Une famille d'Inupiat à Noatak

Le lieu est, vers 1800, un camp de pêche et de chasse utilisé par les Iñupiats, qui habitaient les berges de la rivière. Au début du XXe siècle les missionnaires Robert et Carrie Samms s'y installèrent. La poste fédérale a ouvert en 1940.
Il n'y a pas de route pour relier Noatak aux autres communautés, seulement une piste d'aérodrome. La motoneige et de petits bateaux permettent les échanges pour les activités de subsistance.

## Changements écologiques et climatiques
Le réchauffement climatique est ressenti dans toute l'Alaska, avec comme effet notable une remontée des zones boisées vers le nord et des changements écologiques marqués. Le bassin hydrographique la zone de Noatak a été suivi par satellite, montrant une modification des paysages (apparition de zones humides plus végétalisées, corrélativement à une remontée vers le nord d'une espèce ingénieur (Castor canadensis). Cette espèce restaure ses  populations décimées par le piégeage par les trappeurs qui l'avaient éliminé d'une grande partie de son aire naturelle de répartition aux XVIIIe et XIXe siècles ; Dans la taïga riche en arbres ses barrages et canaux stockent de l'eau en été, limitant les risques d’incendie et d’érosion et favorisant la restauration de tourbières (puits de carbone), tout en contribuant en hiver à libérer un peu de CO2 et de méthane provenant dans l'atmosphère.
Dans la toundra (dépourvue d’arbres) le Castor peut dans les zones buissonnantes créer de nouveaux chenaux accélérant le dégel du pergélisol en exacerbant localement le changement climatique. Le Castor peut contribuer à drainer, créer ou reconfigurer des zones humides thermokarstiques (étendues d’eau issues de la fonte du pergélisol), mais aussi à produire des tourbières thermokarstiques, et peut-être au développement de taliks. Il peut ainsi également restaurer des habitats propices au saumon du Pacifique qui remonte vers les sources des nutriments utiles aux écosystèmes.
Son activité d'espèce ingénieur conduit à des réponses écopaysagères (positives et/ou négatives) jugés en 2017 encore difficiles à anticiper et prendre en compte dans les modèles écosystémiques.

## Démographie
| 1880 | 1910 | 1920 | 1930 | 1940 | 1950 |
| ---- | ---- | ---- | ---- | ---- | ---- |
| 400  | 121  | 164  | 212  | 336  | 326  |

| 1960 | 1970 | 1980 | 1990 | 2000 | 2010 |
| ---- | ---- | ---- | ---- | ---- | ---- |
| 275  | 293  | 273  | 333  | 428  | 514  |

## Sources et références
- (en) CIS